# 티움바이오
티움바이오(TiumBio Co. Ltd.) 대한민국의 바이오 기업이다. 본사는 경기도 성남시 수정구 창업로 40번길 30에 위치해 있으며 대표이사는 김훈택이다.

## 상장
2019.11.22에 주관사를 키움증권, 삼성증권으로 공모가 12,000원에 코스닥 시장에 상장하였다.

## 같이 보기
- 한미약품
- 동아에스티
- 종근당
- 유한양행
- 일동제약
- 녹십자셀
- 앱클론

## 참고문헌
1. ↑  티움바이오, ‘SK케미칼 대상’ 200억 유증결정, 바이오스펙테이터, 2023-12-20
2. ↑  티움바이오, SK케미칼서 200억 투자 유치… "신약 개발 박차", 히트뉴스, 2023.12.20
3. ↑  티움바이오 200억 규모 전환우선주 발행 결정, SK케미칼이 인수, 비즈니스포스트, 2023-12-20